# Messinien
Stratigraphie
Tortonien Zancléen
Pliocène
Paléogéographie et climat
Contexte géodynamique
Crise de salinité messinienne
Le Messinien est, dans l'échelle des temps géologiques établie par la Commission internationale de stratigraphie, l'étage le plus récent de l'époque du Miocène.

## Dénomination
Cet étage tire son nom de la ville de Messine, en Sicile, en Italie.

## Chronologie
Le Messinien s'étend de 7,246 à 5,333 millions d'années. Il fait suite au Tortonien et précède le Zancléen, premier étage du Pliocène,.
Le Messinien s'achève avec la transgression zancléenne, qui met fin à la crise de salinité messinienne en Méditerranée.

## Stratigraphie
Le point stratotypique mondial du Messinien est situé dans la coupe de Oued Akrech, à 7 km au sud-sud-est de Rabat, au Maroc (33° 56′ 13″ N, 6° 48′ 45″ O).

## Paléofaune

### Homininae
Le Messinien a livré quelques espèces d'Homininae fossiles :
- Graecopithecus freybergi (7,2 Ma), Grèce, Bulgarie
- Lufengpithecus lufengensis (6,9 à 6,2 Ma), Yunnan (Chine du Sud)

### Hominina
Trois espèces d'Hominina sont connues sur la période :
- Sahelanthropus tchadensis (7 Ma), Tchad
- Orrorin tugenensis (5,9 Ma), Kenya
- Ardipithecus kadabba (5,8 à 5,5 Ma), Éthiopie